# El show del problema
El show del problema (abreviado como SDP) fue un programa de televisión argentino emitido por Canal 9 y producido por Kuarzo Entertainment Argentina. fue conducido por los comienzos Nicolás Magaldi y en las últimas temporadas conducido por Claribel Medina. El formato era un Talk show que se basaba en la resolución de conflictos.

## Formato
El formato del programa fue el siguiente: Claribel Medina presenta los casos, luego se presentan las personas en cuestión, se debate, se muestran las pruebas y se continúa, hasta que llega "El cono del silencio" donde se cierran los micrófonos y se baja de la escenografía dos esferas de plástico y una unión entre los dos, para que las personas puedan hablar y llegar o no al acuerdo. Medina trata de hacer que el conflicto se mantenga 30 minutos aproximadamente.

## Críticas
Una de las críticas del programa fue que los casos son muy "bizarros" ya que la veracidad de los casos se ven comprometidas.
Aunque últimamente el programa mutó a ser más un show y no se preocupan en ocultar la veracidad o no de los casos.

## Equipo

### Conductores
- 2016-2021: Nicolás Magaldi
- 2022-2023: Claribel Medina
- 2023: Amalia "Yuyito" González

### Mediadores
- Silvia Freire (2016-2023)
- Guido Karp (2016-2023)
- Amalia "Yuyito" González (2020-2023)

## El show del problema en casa
En marzo de 2020, el programa cambió su formato debido a la pandemia de COVID-19, transformándose en un programa de interés general. Finalizó en septiembre del mismo año. 
Equipo
- Nicolás Magaldi (2020) - Conductor
- Hernán Drago (2020) - Panelista (retirado)
- Mica Viciconte (2020) - Panelista
- Silvina Luna (2020) - Panelista
- José María Muscari (2020) - Panelista
- Cinthia Fernández (2020) - Panelista